# د فول کینگ
پادشاه ناپاک (انگلیسی: The Foul King؛ کره‌ای: 반칙왕) فیلم کمدی-درام ورزشی محصول سال ۲۰۰۰ کره جنوبی به نویسندگی و کارگردانی کیم جی وون است. در این فیلم سونگ کانگ هو در نقش یک کارمند نالایق بانک  است که حرفه ی کشتی کج را آغاز می‌کند و در رینگ لقب «د فول کینگ» را می‌گیرد.

## بازیگران
- سونگ کانگ هو در نقش ایم ده هو
- جانگ جین یونگ در نقش جانگ مین یونگ
- پارک سانگ میون در نقش ته بک سان
- کیم سو رو در نقش یو بی هو
- جونگ وونگ این در نقش چوی دو شیک
- شین گو در نقش پدر ایم ده هو